# Oravice
Oravice (polnisch Orawice) ist ein Ort und Teil der slowakischen Stadt Tvrdošín, westlich der Staatsgrenze zu Polen. Der Ort liegt räumlich getrennt etwa 10 Kilometer östlich der eigentlichen Stadt, in der Senke Podtatranská brázda am Bach Oravica, am nördlichen Fuß der Westtatra, knapp außerhalb der Grenze des Tatra-Nationalparks.

## Geschichte
Auf dem Gebiet des heutigen Orts wurde 1643 eine walachische Siedlung namens Bystrá gegründet. Das neu entstandene Dorf wurde zwar 1647 besteuert, geringe Fruchtbarkeit der örtlichen Böden führte aber dazu, dass 1659 Stephan II. Thököly, Herr der Arwaburg, über Eingliederung in das Gebiet der Stadt Tvrdošín entschied. Danach verschwand der Ort Bystrá, dessen Einwohner in andere Orte verließen. 1728 pachteten die Stadtbürger die Grundstücke, volkstümlich Oravica genannt, gegen eine jährliche Gebühr von 240 Gulden und dürften dort weiden, Holz gewinnen und mähen. Der alte Name Bystrá erscheint zum letzten Mal 1764 als praedium Bisztra seu Oravicza.
Nach einer Genehmigung durch das Bistum Zips aus dem Jahr 1816 errichtete die Stadt 1817–1820 die Kapelle Hl. Anna in Oravice. 1828 zählte man zwei Häuser und 16 Einwohner, die Fläche betrug 5660 Katastraljoch.
In der nahen Schlucht Juráňova tiesňava wurde 1885–86 eine 903 m lange Holzbrücke gebaut, um das im Talschluss der Juráňova dolina gewonnene Eisenerz zu transportieren.
Bis 1918 gehörte der Ort im Komitat Arwa zum Königreich Ungarn und kam danach zur neu entstandenen Tschechoslowakei beziehungsweise heutigen Slowakei.

## Gegenwart

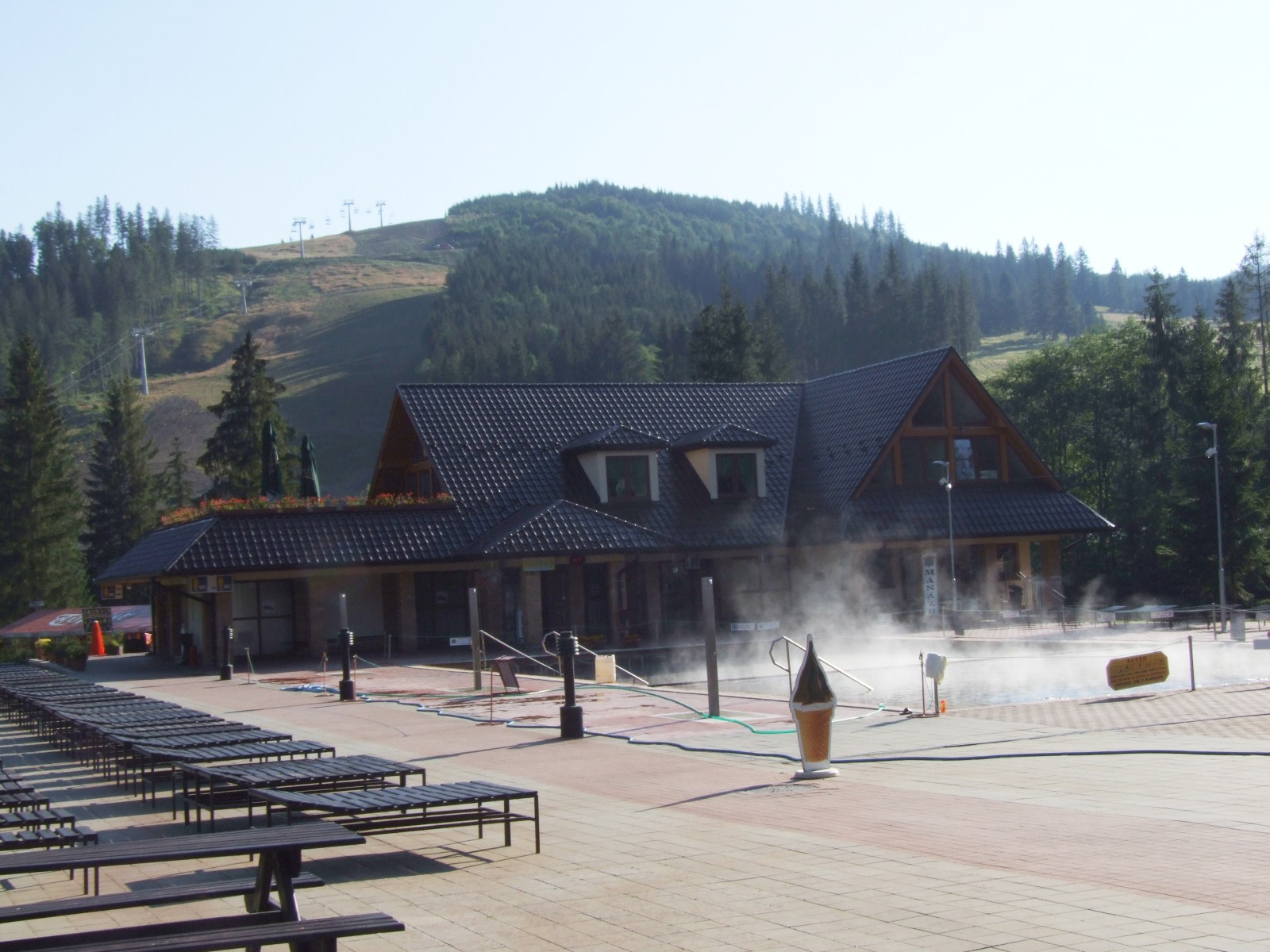
Thermalbad Oravice

Heute ist Oravice vor allem als Ferienort bekannt. Bereits in der Zwischenkriegszeit lockte eine Thermalquelle (54 °C, 120 l/s) Besucher an. Nach und nach entstanden Hütten, ein ganzjährig betriebenes Thermalbad, Skilifte, ein Autocamping-Platz sowie Spielflächen. Der Ferienort besteht aus dem Thermalpark Meander Park und dem Skigebiet Meander Skipark.
Des Weiteren ist Oravice Ausgangspunkt für mehrere Wanderwege, darunter für einen rot markierten Weg zum Berg Skorušina einerseits und ins Tal Juráňova dolina andererseits, für einen gelb markierten Weg Richtung Berg Oravická Magura und entlang der Staatsgrenze nach Suchá Hora sowie für einen blau markierten Weg Richtung Westtatra und Berg Volovec.

## Verkehr
Nach Oravice führt die Cesta III. triedy 2311 („Straße 3. Ordnung“) mit Verbindungen nach Vitanová nördlich sowie Habovka und Zuberec westlich des Ferienorts.